# Frank Righeimer
Frank Stahl Righeimer Jr. (ur. 28 lutego 1909 w Chicago, zm. 5 lipca 1998 w Palm Beach) – amerykański florecista i szpadzista, dwukrotny medalista igrzysk olimpijskich.
Na igrzyskach olimpijskich w Los Angeles w 1932 roku, gdzie Amerykanie w składzie: George Calnan, Richard Steere, Joseph Levis, Dernell Every, Hugh Alessandroni i Frank Righeimer zdobyli brąz we florecie drużynowym. Wspólnie z Gustave'em Heissem, George'em Calnanem, Tracyem Jaeckelem, Curtisem Shearsem i Miguelem de Caprilesem był też trzeci w szpadzie drużynowej. Brał również udział w igrzyskach olimpijskich w Berlinie w 1936 roku, gdzie we florecie drużynowym był piąty, a indywidualnie odpadł w pierwszej rundzie.
Nie zdobył medalu mistrzostw świata. 
Ukończył prawo na Uniwersytecie Harvarda, pracował w zawodzie w  Chicago i Palm Beach.